# 厭氧氨氧化菌
厭氧铵氧化菌(anaerobic ammonium oxidation, Anammox)是一類細菌，屬於浮黴菌門，包括(Candidatus Brocadia)、(Candidatus Kuenenia)和, Candidatus "Anammoxoglobus", Candidatus "Jettenia", (Candidatus Scalindua)屬。它們至今未能成功分離得到純菌株，因此尚未獲得正式命名和分類。它們可以在缺氧環境中，將銨離子(NH4+)用亞硝酸根(NO2-)氧化爲氮氣：
NH4+ + NO2- → N2 + 2 H2O, ΔGo = -357 kJ mol-1
它們對全球氮循環具有重要意義，也是污水處理中重要的細菌。
在厭氧铵氧化過程中，羥胺和肼作爲代謝過程的中間體。和其它浮黴菌門細菌一樣，厭氧铵氧化菌也具有細胞内膜結構，其中進行铵厭氧氧化的囊稱作厭氧铵氧化體(anammoxozome)，小分子且有毒的肼在此内生成。厭氧铵氧化体的膜脂具有特殊的梯烷(ladderane)結構，可阻止肼外泄，從而充分利用化學能，且避免毒害細胞。据新华社电 荷兰奈梅亨大学研究人员2日说，他们发现厌氧铵氧化菌可把尿液的成分铵转化成能够作为火箭燃料的肼。
　　英国科学杂志《自然》刊登奈梅亨大学研究人员的一份报告称，他们发现了厌氧铵氧化菌用以转化肼的分子结构。
　　奈梅亨大学水和湿地研究所微生物学教授Mike Jetten 说：“我们使用了一些新的试验方法，最后成功分离出负责生产肼的蛋白质复合物。”Jetten 说：“如果加深对这种蛋白质复合体如何聚集的理解，或许能加快这一转化过程。”厌氧氨氧化菌发现于上世纪90年代，现在商业中多用于水净化。